# 진우 (가수)
진우(본명: 이진우, 1998년 2월 20일 ~ )는 대한민국의 보이그룹 원팀의 멤버이다.

## 학력
- 글로벌사이버대학교 방송연예학과 (졸업)

## 별명
도날드덕, 노진구,겨자진우,중간진우,BOYN, 빈지누